# キリレイ男爵
キリレイ男爵（キリレイだんしゃく、英語: Baron Killyleagh）は、連合王国貴族の爵位。
アンドルー王子とセーラ・ファーガソンが1986年7月23日に結婚式を挙げたことに伴い、女王エリザベス2世がアンドルー王子をキリーリー男爵、インヴァネス伯爵、ヨーク公爵に叙したことが始まりだった。2人はウェストミンスター寺院で結婚した。
爵位名は12世紀の城塞キリレイ城で知られる北アイルランドのダウン県キリレイに由来する。

## キリレイ男爵（1986年）
- ヨーク公アンドルー王子（1960年 – ）